# EPMD
EPMD는 미국 뉴욕 브렌트우드에서 결성된 힙합 그룹이다. 멤버는 Eric Sermon(aka E Double)과 PMD(aka Parrish Mic Doc)이다.
그룹의 이름은 처음에 두 멤버의 이름을 따서 EEPMD(Easy Erick and Parrish the Microphone Doctor) 였는데 부르기 쉽게 EPMD로 바꾸었으며, Erick and Parrish Making Dollars 라는 뜻을 지니게 되었다.
모든 앨범 이름에 비지니스(business)라는 단어가 들어가는 것 또한 특징이다.

## 디스코그래피
- Strictly Business (1988)
- Unfinished Business (1989)
- Business as Usual (1990)
- Business Never Personal (1992)
- Back in Business (1997)
- Out of Business (1999)
- We Mean Business (2008)